# Pani de Monsoreau (film 2008)
Pani de Monsoreau (La dame de Monsoreau) – film Michela Hassana z 2008 roku na podstawie powieści Alexandre’a Dumasa pod tym samym tytułem.

## Obsada
- Frédéric van den Driessche : hrabia Brian de Monsoreau
- Esther Nubiola : Diana de Méridor, hrabina de Monsoreau
- Thomas Jouannet : Louis de Bussy d’Amboise
- Anne Caillon : Katarzyna de Guise, Księżna de Montpensier
- Frédéric Quiring : Franciszek Walezy, książę andegaweński
- Marie Denarnaud : Gertruda, służąca Diany
- Patrick Fierry : Henryk III Walezy, król Francji
- Pierre Mondy : Baron de Méridor
- Rosa Novell : Katarzyna Medycejska
- Nicolas Guillot : Joyeuse
- Éric Elmosnino : Chicot, błazen królewski
- Thierry Godard : Henryk nawarski
- Albert Goldberg : książę Henryk Gwizjusz[1]